# Friedrich Pruss von Zglinicki
Friedrich Pruß (Pruss) von Zglinicki, kurz auch Friedrich v. Zglinicki (* 11. April 1895 in Berlin; † 28. März 1986 in West-Berlin) war ein deutscher Künstler, Schriftsteller, Illustrator und Comiczeichner.

## Leben
Zglinick entstammte altem preußischen Adel mit polnischen Wurzel, der Familie von Zglinicki. Seine Eltern waren der preußische Generalleutnant William von Zglinicki (1864–1922) und dessen Ehefrau Else, geborene Atzpodien (* 1868).
Der Familientradition folgend, schlug Zglinick zunächst eine militärische Laufbahn in der Preußischen Armee ein. Elfjährig begann er eine Ausbildung zum Kadetten. Zglinicki wurde 1913 Page am Hofe von Kaiser Wilhelm II. und diente im Ersten Weltkrieg als persönlicher Adjutant Hindenburgs.
Anfang der 1920er Jahre studierte er an der Kunstschule in Berlin-Charlottenburg. Danach ergriff Zglinicki den Beruf eines Pressezeichners und wurde vor allem durch Kinder- und Jugendbücher bekannt, die er selbst verfasste und/oder illustrierte. Er veröffentlichte zeitweilig unter den Pseudonymen Friedrich Pruss oder -nicki. Letzteres Signet benutzte Zglinicki vor allem bei der Vielzahl von Comics, die er für Zeitschriften und Journale fertigte. Des Weiteren arbeitete Zglinicki als Entwurfszeichner für Mosaiken und machte sich auch als Schöpfer von Tierbildern einen Namen.

## Schriften (Auswahl)
- Heinzpeter fliegt um die Welt. Ein Tagebuch in bunten Bildern. Verlag Erich Klinghammer, Berlin 1943.
- Löffelmann und Mümmeline. Eine Hasengeschichte. Alfred Holz Verlag, Berlin 1947.
- Die Geschichte vom Holzpferdchen. Alfred Holz Verlag, Berlin 1948.
- Bob, der Steinpilz. Ein Bilderbuch für Pilzfreunde. A. Weichert Verlag, Berlin 1948.
- Ürps, der Erpel. Eine Wildentengeschichte. Alfred Holz Verlag, Berlin 1950.
- Rix und Rickchen. Eine Rehgeschichte. Alfred Holz Verlag, Berlin 1952.
- Der Löwentöter. Leben und Abenteuer im Kilimandscharo-Gebiet. Neuer Jugendschriften-Verlag, Hannover/Berlin 1953.
- Weltwunder – gestern, heute und morgen. Neuer Jugendschriften-Verlag, Hannover/Berlin 1956.
- Hubertus Schrotkorn, der Jäger. Verlag J. Neumann-Neudamm, Melsungen 1956.
- Der Weg des Films. Rembrandt-Verlag, Berlin 1956.
- Haie, Thun- und Tintenfische. Mit dem Fischdampfer zum arabischen Meer. Verlag A. Weichert, Hannover/Berlin 1957.
- Kleine Katzen – Große Katzen. Auf leisen Sohlen belauscht. Verlag A. Weichert, Hannover/Berlin 1957.
- Die schönsten Würfelspiele. Ein Verführer zum Knobeln und Trudeln. Falken Verlag, Wiesbaden 1963.
- Buch der Rekorde. Verlag Lebendiges Wissen/Humboldt Taschenbuch, München o. J.
- Kallipygos und Äskulap. Das Klistier in der Geschichte der Medizin, Kunst und Literatur. (Mit einem Vorwort von Wilhelm Katner) Verlag für angewandte Wissenschaften, Baden-Baden 1972.
- Merkwürdige Wochenstuben aus alter Zeit. In: Die Ehe. Süddeutsche Hehammenzeitschrift, 1951, Nr. 9 und 10.
- Niederkunft und Wochenstube in der Kunst. In: Deutsche Hebammenzeitschrift. 1951, Nr. 9 und 10.
- Die Wiege. Regensburg 1979.
- Die Uroskopie in der bildenden Kunst. Eine kunst- und medizinhistorische Untersuchung über die Harnschau. Mit einer Einführung von Carl Erich Alken. G-I-T Verlag Ernst Giebler, Darmstadt 1982, ISBN 3-921956-24-2.
- Geburt und Kindbett im Spiegel der Kunst und Geschichte. Unas Verlag U.Bayer, Aachen 1990.